# WWE Books
WWE Books is een dochteronderneming van World Wrestling Entertainment (WWE, Inc.), gecreëerd in 2002 voor het publiceren van autobiografieën of/en fictie gebaseerd op WWE persoonlijkheden.
Meerderheid van de WWE Books zijn gepubliceerd door Pocket Books, die deel uitmaken van de 'Simon & Schuster Adult Publishing Group'. "Simon & Schuster UK" en "Simon & Schuster Australia" zijn de uitgeverijen van WWE books in Groot-Brittannië en Australië. Simon & Schuster publiceert jaarlijks meerdere titels dat gebaseerd werden in de persoonlijkheden, programma's, verhaallijnen en andere nieuwtjes die interessant waren voor de WWE en de fans.

## Boeken gepubliceerd door WWE Books

### Fictie
- Journey Into Darkness: The Unauthorized History of Kane
- Big Apple Take Down

### Film
- See No Evil
- The Marine
- The Condemned
- 12 Rounds
- The Marine 2

### Autobiografie
| Titel                                                      | Auteur                    |
| ---------------------------------------------------------- | ------------------------- |
| Adam Copeland on Edge                                      | Edge                      |
| Batista Unleashed                                          | Batista                   |
| Cheating Death, Stealing Life: The Eddie Guerrero Story    | Eddie Guerrero            |
| If They Only Knew                                          | Chyna                     |
| The Rock Says                                              | The Rock                  |
| "Classy" Freddie Blassie: Listen, You Pencil Neck Geeks    | Freddie Blassie           |
| Controversy Creates Ca$h                                   | Eric Bischoff             |
| A Lion's Tale: Around the World in Spandex                 | Chris Jericho             |
| The Hardcore Diaries                                       | Mick Foley                |
| Have A Nice Day: A Tale of Blood and Sweatsocks            | Mick Foley                |
| Cross Rhodes                                               | Goldust                   |
| The Hardy Boyz: Exist 2 Inspire                            | Matt & Jeff Hardy         |
| Heartbreak & Triumph: The Shawn Michaels Story             | Shawn Michaels            |
| Hollywood Hulk Hogan                                       | Hulk Hogan                |
| It's Good to Be the King...Sometimes                       | Jerry Lawler              |
| Lita: A Less Traveled R.O.A.D.--The Reality of Amy Dumas   | Lita                      |
| The Stone Cold Truth                                       | Stone Cold Steve Austin   |
| Superstar Billy Graham: Tangled Ropes                      | Superstar Billy Graham    |
| Hitman: My Real Life in the Cartoon World of Wrestling     | Bret Hart                 |
| Tajiri: The Japanese Buzzsaw (alleen beschikbaar in Japan) | Yoshihiro Tajiri          |
| Ted DiBiase: The Million Dollar Man                        | Ted DiBiase               |
| To Be the Man                                              | Ric Flair                 |
| Walking a Golden Mile                                      | William Regal             |
| The Unauthorized History of DX                             | Triple H & Shawn Michaels |
| Rey Mysterio: Behind the Mask                              | Rey Mysterio              |

### Diversen
- Are We There Yet?: Tales from the Never-Ending Travels of WWE Superstars
- Divas Uncovered
- Making the Game: Triple H's Approach to a Better Body
- JR's Cookbook
- Main Event: WWE in the Raging 80s
- WWE Unscripted
- The Rise & Fall of ECW: Extreme Championship Wrestling
- Signature Moves
- The Ultimate World Wrestling Entertainment Trivia Book
- WWE Legends
- Have More Money Now by John "Bradshaw" Layfield
- Can You Take The Heat? (kookboek)
- WWE Encyclopedia
- "WWE Presents" Comic Series